# Justin Griffith
Justin Montrel Griffith (Magee, 21 luglio 1980) è un allenatore di football americano ed ex giocatore di football americano statunitense, fullback degli Oakland Raiders della National Football League (NFL). Al college giocò a football alla Mississippi University.

## Carriera come giocatore

### Atlanta Falcons (2003-2006)
Griffith fu selezionato come 121a scelta al draft NFL 2003 dagli Atlanta Falcons, giocò con loro 60 partite di cui 48 da titolare, totalizzando 9 TD su ricezione e uno su corsa.

### Oakland Raiders (2007-2008)
Nel 2007 passò ai Raiders. Nel suo primo anno giocò 16 partite di cui 11 da titolare. Nell'anno seguente il 26 ottobre 2008 contro i Baltimore Ravens, Griffith riportò la lesione del legamento crociato anteriore del ginocchio destro. Dopo due giorni venne messo sulla lista infortunati finendo la stagione in anticipo. Il 23 febbraio 2009 venne svincolato. Chiuse con i Raiders giocando 23 partite di cui 14 da titolare con 2 TD su ricezione.

### Seattle Seahawks (2009)
Il 30 aprile firmò con i Seahawks, con loro giocò 13 partite di cui 11 da titolare con un TD su ricezione.

### Houston Texans (2010)
Firmò un contratto annuale, durante la preseason si infortunò e concluse la stagione senza scendere mai in campo. A fine anno decise di ritirarsi come giocatore.

## Carriera come allenatore
Griffith iniziò la sua carriera come allenatore nella NFL nel 2011 con i Seattle Seahawks come membro interno dello staff.
Il 3 febbraio 2012 firmò con gli Oakland Raiders come allenatore della qualità e controllo dell'attacco. Il 17 gennaio 2014 rinnovò per un altro anno.

## Vittorie e premi
Nessuno

## Statistiche
| Partite totali                   | 96  |
| Partite totali da titolare       | 73  |
| Yard su ricezione                | 989 |
| Touchdown su ricezione           | 12  |
| Yard su corsa                    | 413 |
| Touchdown su corsa               | 1   |
| Yard su ritorni di kickoff       | 191 |
| Touchdown su ritorni di kick off | 0   |
| Fumble subiti                    | 5   |
| Fumble recuperati                | 2   |
| Tackle totali                    | 2   |